# Ford Model Y
El Ford Model Y va ser el primer automòbil Ford Motor Company britànic, dissenyat específicament per al mercat europeu. Aquest petit automòbil estava impulsat per un motor de vàlvules laterals de 4 cilindres i 933cc. La potència fiscal era de 8CV.
La producció del Model Y va tenir lloc a Anglaterra (Dagenham) entre 1932 i 1937, a França (Asnières) entre 1932 i 1934, i a Alemanya (Colònia), on rebé el nom de Ford Köln, entre 1933 i 1936. També va ser muntat a la zona franca de Barcelona entre 1933 i 1936. La versió de dues portes va ser, en 1934, el primer automòbil amb quatre places reals que es va vendre per sota de les 100 lliures esterlines, unes 7.350 pessetes de l'època.
Tot i que va ser dissenyat als Estats Units, va tenir un gran èxit al mercat britànic, on va afectar significativament les vendes dels seus rivals de marques com ara Austin, Morris, Singer o Hillman, assolint una quota de mercat superior al 50% en la categoria de 8CV.
Durant els primers 14 mesos es va produir una versió amb la graella del radiador més curta, per la qual cosa es va conèixer com a "radiador curt". A partir d'octubre de 1933 s'introdueix la versió de «radiador llarg», amb el paracops corbat al centre per deixar lloc al radiador que havia crescut per la part inferior.
La millora contínua en la producció i la simplificació del disseny van permetre reduir el cost fins a convertir-lo en el primer automòbil de quatre places venut per sota de les 100 lliures. Es van produir versions de dues i quatre portes, amb el sostre fix o corredís, així com un furgó tancat. Malgrat que la mateixa Ford no va llençar versions cabriolet, per no abusar de la flexibilitat del xassís, diversos carrossers van produir versions obertes.
ensive sliding 'sun' roof.
La configuració del vehicle era la tradicional, amb el motor al davant i la transmissió posterior. La caixa de canvis era de 3 marxes. La velocitat màxima estava al voltant dels 95 km/h, amb un consum sobre es 8l. cada 100 km.
En total es van produir unes 175.000 unitats del Model Y, de les quals el Ford Y&C Model Register té coneixement de l'existència d'uns 1.250 supervivents.
Entre 1934 i 1937 es va produir, el Ford Model C (10CV), derivat de l'anterior, amb un motor més potent de 1.172cc i una carrosseria una mica més gran, del qual si que es va oferir una versió cabriolet de la casa. El Model C, anomenat Ford Eifel a Alemanya, i que també va ser produït a Barcelona, mai va assolir els volums de vendes del Model Y, sense arribar a superar les 50.000 unitats produïdes.